# Havran (Balıkesir)
Havran ist eine Stadt im gleichnamigen Landkreis der türkischen Provinz Balıkesir und gleichzeitig ein Stadtbezirk der 2012 geschaffenen Büyükşehir belediyesi Balıkesir (Großstadtgemeinde/Metropolprovinz). Die Stadt liegt etwa 70 Kilometer westlich des Zentrums von Balıkesir. Seit einer Gebietsreform 2012 ist die Kreisstadt geographisch identisch mit dem Landkreis. Die im Stadtsiegel abgebildete Jahreszahl 1923 dürfte auf das Jahr der Erhebung zur Gemeinde (Belediye/Belde) hinweisen.
Ende 2012 bestand der Kreis aus der Kreisstadt Havran, der Belediye Büyükdere (4 Mahalles) sowie 26 Dörfern (Bucak Merkez), die zur Verwaltungsreform in Mahalles konvertiert wurden. Lediglich die sieben Mahalles der Kreisstadt blieben bis heute erhalten.
Der Landkreis liegt im Westen der Provinz. Er grenzt im Nordosten an Balya, im Südosten an İvrindi, im Südwesten an Burhaniye, im Westen an Edremit und im Norden an die Provinz Çanakkale. Die Kreisstadt liegt an der Straße D230 von Edremit nach Balıkesir. Durch Havran fließt der gleichnamige Fluss Havran Çayı, der etwa 14 Kilometer westlich in den Golf von Edremit mündet. 7 km östlich von Havran befindet sich die Havran-Talsperre. Im Westen des Landkreises liegen die Ausläufer des Kaz Dağı, des antiken Ida-Gebirges, im Südosten des Kocadağ.

## Persönlichkeiten
- Timuçin Davras (1928–2014), deutschsprachiger Lyriker